# Bazie Armand
Bazie Armand (sinh 20 tháng 3 năm 1992) là một cầu thủ bóng đá người Bờ Biển Ngà thi đấu vị trí tiền vệ phòng ngự cho Minerva Punjab F.C. ở I-League.